# 코라나 다리 살해 사건
코라나 다리 살해 사건은 1991년 9월 21일 크로아티아 독립 전쟁 중 크로아티아 카를로바츠의 코라나 다리에서 유고슬라비아 인민군 전쟁 포로 13명이 재판 없이 살해된 사건이다. 다른 4명은 학살에서 살아남았으며, 이 중 2명은 부상을 입었다.
크로아티아 경찰 미하일로 흐라스토브는 1992년 3월 크로아티아 정부에 체포되어 살인 혐의로 기소되었으나, 이후 재판에서 무죄가 선고되었다. 크로아티아 대법원은 즉시 재심을 명령했지만, 전쟁 기간 동안 그에 대한 법적 절차는 시작되지 않았다. 1995년 7월 7일, 흐라스토브는 크로아티아 대통령 프라뇨 투지만에게 니콜라 슈비치 즈린스키 훈장을 수여받았고, 1996년 4월에는 카를로바츠 명예 시민으로 지정되었다. 2000년대와 2010년대 초반, 흐라스토브는 크로아티아 사법부에서 여러 차례 재심을 거친 후 2012년 대법원에서 최종적으로 징역 4년형을 선고받았다. 2015년 5월, 대법원은 흐라스토브의 4년형을 확정했다. 흐라스토브의 형량은 여러 인권 옹호자들과 비정부 기구에게 비판받았다. 또한 대법원이 판결에서 살인을 명시적으로 전쟁범죄로 규정하지 않고, 흐라스토브가 유일한 가해자가 아니었음을 시사하는 목격자 증언을 고려하지 않은 결정도 비판받았다.
희생자들을 기리는 행사는 카를로바츠 내에서 상당한 논란을 일으켰으며, 크로아티아 참전용사에게 여러 차례 방해받았다. 2021년 참전용사 행사에서 크로아티아 대통령 조란 밀라노비치는 흐라스토브를 지지하는 것으로 널리 인식되는 발언을 했다. 그해 말, 학살 30주년에 카를로바츠 시의회는 살해가 일어난 다리의 이름을 흐라스토브의 특수경찰대대 이름으로 바꾸기로 투표했다. 그날 늦게 열린 기념식에서는 다리 옆에 흐라스토브의 벽화가 공개되었다.

## 배경
1988년부터 1989년까지 세르비아 사회주의 공화국 지도자 슬로보단 밀로셰비치 지지자가 반관료제 혁명이라고 부른 일련의 거리 시위는 몬테네그로 사회주의 공화국 정부와 세르비아 자치주인 보이보디나 사회주의 자치주 및 코소보 사회주의 자치주 정부를 전복시키고 지도자를 친밀로셰비치 계열로 엎는 데 성공했다. 그 결과 유고슬라비아 서부 공화국인 슬로베니아와 크로아티아는 밀로셰비치에 반대하는 입장이 되었다. 1989년 7월 8일, 크닌에서 대규모 세르비아 민족주의 집회가 열렸는데 이 집회에서는 크로아티아에 대한 유고슬라비아 인민군 개입을 위협하는 현수막과 체트니크 도상학이 전시되었다.
1990년 4월부터 5월까지, 프라뇨 투지만의 우익 성향 친독립 정당인 크로아티아 민주연합(크로아티아어: Hrvatska demokratska zajednica, HDZ)이 크로아티아의 첫 자유 다당제 선거에서 승리했다. HDZ의 선거 승리는 세르브계 크로아티아인 시민 상당수에게 당혹감을 안겨주었는데, 이들은 크로아티아 민족주의의 부활을 제2차 세계 대전 동안 추축국 괴뢰정권인 크로아티아 독립국을 통치했던 우스타샤 정권의 복귀에 비유했다. 이는 다시 많은 세르브계 크로아티아인 사회에서 세르비아 민족주의의 강화를 부채질했으며, 밀로셰비치가 이끄는 세르비아 사회주의 공화국 정부는 이를 부추겼다. 1990년 12월 21일, 크로아티아의 세르브인 민주당 대표들은 세 개의 "세르브인 자치주"인 크라이나 세르브인 자치주, 서슬라보니아 세르브인 자치주, 동슬라보니아 바라냐 서시르미아 세르브인 자치주 수립을 선언했다.
1991년 5월 19일, 크로아티아는 유고슬라비아로부터 분리 독립할 것인지에 대한 국민 투표를 실시했다. 세르브계 소수 민족이 대부분 보이콧한 이 국민 투표는 94퍼센트 찬성으로 통과되었다. 6월 25일, 슬로베니아와 크로아티아는 일방적으로 독립을 선언했으며 이는 슬로베니아를 향한 JNA의 짧은 기간의 군사 개입을 촉발하여 10일 전쟁이 발발했다. 7월 18일 체결된 브리유니 협정을 통해 슬로베니아와 크로아티아 대표는 자국의 공식 독립 선언을 3개월 연기하는 데 동의했다. 9월 14일, 크로아티아 지도부는 크로아티아 영토 내 JNA 막사 봉쇄를 시작하기로 결정했다. 10월 8일, 슬로베니아와 크로아티아 관리들은 독립 선언을 전면 시행할 것이라고 발표했다. 브리유니 협정의 조항 하에 크로아티아 영토 내 JNA의 지위가 모호하게 남겨진 가운데, 크로아티아군 및 준군사 부대와 JNA 사이에 크로아티아 중부와 동부 대부분에서 곧 전면적인 충돌이 발생했다. 이런 전운 고조는 세르비아 준군사 부대가 군사적 통제권을 확립한 지역에서 크로아트인 및 기타 비세르비아인의 추방도 뒤따랐다. 한편 크로아티아 도시, 특히 전선 근처에 사는 세르비아인들은 다양한 형태의 괴롭힘과 공격에 시달렸다.
전쟁 전 카를로바츠는 맥주 생산으로 알려진 번영하는 바로크 마을이었다. 1991년까지 카를로바츠에는 약 22,000명의 세르비아계 주민이 살고 있었다. 도시 자체에는 약 14,500명의 세르브계 주민이 거주했으며, 이는 전체 인구의 24.2퍼센트를 차지했다. 세르비아 급진당의 지도자 보이슬라브 셰셸의 이념에서 중요한 위치를 차지했는데, 그는 비로비티차-카를로바츠-카를로바그 선을 따라 대세르비아의 영유권을 만들 계획이었다. JNA는 카를로바츠 시내와 주변에 최소 10개의 막사, 창고 및 기타 시설을 보유하고 있었는데 여기에는 포병 여단 수비대, 경대공포 연대, T-34 보관 시설 및 공병 훈련 시설이 포함되었다. 9월 18일까지 JNA는 페트리냐를 확보하고 쿠파강 좌안을 건너 카를로바츠 외곽에 도달했다. 슬로베니아 국경에서 멀지 않은 카를로바츠를 장악하면 크로아티아의 해안 지역을 본토 나머지 지역과 완전히 끊어버려 단절시킬 수 있었다. 코라나 다리에서 살해 사건이 발생했을 때 JNA의 집중 포격으로 카를로바츠의 역사적인 도심지는 광범위하게 파괴되었다.

## 살해 사건
국제앰네스티가 발표한 기록에 따르면 1991년 9월 21일 저녁, 주로 세르비아계 JNA 예비군으로 구성된 한 무리가 슬룬에서 카를로바츠로 향하며 도시의 포위된 JNA 수비대를 구원하기 위해 접근했다. 코라나강을 건너는 다리에 도착하자, 그들은 현지 특수 부대에게 저지당했고 항복하라는 명령을 받았다. 생존자 중 한 명인 예비군 스베토자르 샤라츠는 자신과 다른 예비군들이 항복하기 위해 차량에서 내렸고 항복 의도를 명확히 보여주었다고 진술했다. 그들은 무기와 장비를 포장 도로에 놓고 배를 깔고 엎드려 목 뒤로 팔짱을 꼈다.
예비군들은 이후 두 무리로 나뉘어 9명은 지역 경찰 본부로 이동하여 나중에 자그레브로 이송되었다고 한다. 나머지 예비군은 경찰관 미하일로 흐라스토브와 다른 법 집행관들의 경비 아래 다리에 남아 카를로바츠 경찰 본부에서 차량이 와서 그들을 데리러 오기를 기다렸다. 기다리는 동안, 지역 JNA 수비대에서 온 주력전차 세 대가 500 m 거리를 두고 다리를 향해 발포했다. 이 시점에서 예비군들은 탱크를 지휘하는 사람들에게 발포를 중지하라고 소리치거나 신호를 보냈고, 그들은 그렇게 했다고 한다.
샤라츠에 따르면, 예비군들은 그 후 다리에서 내려 오두막으로 이어지는 길을 따라 걸어가라는 명령을 받았고 그곳에서 다시 엎드리라는 말을 들었다. 얼마 지나지 않아 예비군 한 명의 목이 베였다. 샤라츠는 그들이 다시 다리로 돌아가라는 명령을 받았다고 회고했다. 언론 보도를 인용하여 국제앰네스티는 1991년에 흐라스토브가 예비군에게 다리 반대편으로 걸어가 난간에 일렬로 서라고 명령했고, 그 시점에서 그들에게 총격을 가하기 시작했다고 보도했다. 샤라츠의 증언은 이 기록과는 다르다. 그에 따르면, 자동소총을 소지한 세 명의 복면을 쓴 사람이 코라나 호텔 방향에서 다가와 발포했다. 학살 희생자는 밀레 바비치, 니콜라 바비치, 바소 비지치, 스베토자르 고이코비치, 조란 코마디나, 보조 코즐리나, 밀렌코 루카치, 슬로보단 밀로바노비치, 밀레 페우라차, 네보이샤 포포비치, 밀리치 사비치, 요반 시피치, 밀로시 스르디치로 확인되었다. 이들은 모두 근처 마을인 크르냐크와 그 외곽 출신이었다. 샤라츠, 두슈코 므르키치, 네보이샤 야스니치, 브란코 마자라츠는 총격 당시 강으로 뛰어들어 살아남았다.
살해 직후 발표된 보고서에서 크로아티아 내무부는 흐라스토브를 유일한 가해자라고 지목했다. 보고서에서는 그가 들어오는 전차 포격에 의해 괴로워하며 공황 상태에서 포로들에게 총격을 가했다고 주장했다. 내무부에 따르면 사망자들의 시신은 자그레브의 법의학 연구소로 옮겨져 사후 검시가 실시되었다. 며칠 후, 살해된 예비군의 시신은 가족에게 반환되었다. 보이니치의 의료 위원회는 시신 중 일부에서 심한 훼손의 흔적이 발견되었다고 보고했다.

## 여파

### 법적 절차

#### 카를로바츠주 법원
카를로바츠 지방 검찰청은 1991년 9월 22일 흐라스토브를 공식적으로 형사 고발했다. 그럼에도 즉시 구금되지 않았다. 대신 그는 크로아티아 북부 벨로바르시 지역으로 재배치되었다. 언론의 감시가 심화되면서 1992년 3월 5일 체포될 때까지 벨로바르 경찰서의 엘리트 대테러 부대원으로 복무했다. 1992년 9월, 그는 4일간의 재판 후 카를로바츠 주 법원에서 모든 혐의에 대해 무죄 선고를 받았다. 판결에서 법원은 그가 정당방위로 예비군들을 살해했다는 흐라스토브의 주장을 받아들였다. 이 결정은 법정에 참석한 모든 사람의 기립 박수를 받았다. 크로아티아 대법원은 이후 판결을 무효화하고 재심을 명령했지만, 전쟁 기간 흐라스토브에 대한 추가적인 법적 조치는 취해지지 않았다. 1995년 7월 7일, 흐라스토브는 크로아티아 대통령 프라뇨 투지만에게 "전시의 영웅적 행위"로 니콜라 슈비치 즈린스키 훈장을 수여받았다. 폭풍 작전 기간 흐라스토브는 세르비아계 포로들이 고문당했던 오잘리 시의 구금소 소장으로 복무했다고 한다. 1996년 4월 13일, 그는 카를로바츠 주의회의 결의로 카를로바츠의 명예 시민으로 지정되었다. 이 결정은 크로아티아 헬싱키 위원회에게 비난받았다.
2000년, 흐라스토브의 재심이 카를로바츠 주법원에서 시작되었다. 도시에서 전쟁 영웅으로 널리 여겨졌으며, 그는 소송 기간 지역 참전용사 단체들로부터 많은 지지를 받았다. 2002년 판결에서 다시 모든 혐의에 대해 무죄를 선고받았다. 이후 대법원에 항소되었고, 대법원은 "심각한 절차 위반"을 이유로 재심을 다시 명령했다. 두 번째 재심은 2004년에 시작되었으며, 흐라스토브가 정신과 시설에 입원하는 등등 여러 이유로 중단되었다. 이 재심은 결국 흐라스토브가 다시 모든 혐의에 대해 무죄를 선고받는 것으로 마무리되었다.

#### 크로아티아 대법원
2008년, 이 사건은 세 번째로 대법원에 항소되었다. 이때 대법원은 세 번째 재심을 직접 주재하기로 결정하고 이후 흐라스토브에게 유죄를 선고하여 징역 8년형을 내렸다. 2009년 11월 24일, 유죄 판결은 항소심에서 유지되었지만, 흐라스토브의 형량은 징역 7년으로 감경되었다. 대법원은 판결에서 전쟁 중 흐라스토브의 군 복무를 정상참작 사유로 고려했다고 밝혔다. 카를로바츠 주경찰 특공대 협회는 이 결정에 "쓰라림"을 표현하며 참전용사 단체에게 "감정적인 반응"을 자제할 것을 촉구했다. 크로아티아 문화 위원회는 이 판결을 "수치스럽고 유지할 수 없는" 것으로 규정하며, 흐라스토브를 "카를로바츠의 방어의 상징이자 조국 전쟁의 영웅"이라고 묘사했다.
2011년, 헌법 재판소가 대법원의 판결 불발표는 흐라스토브의 인권을 침해했다는 판결을 내리며 흐라스토브가 석방되었다. 이 시점에서 이 재판은 크로아티아 사법 역사상 가장 긴 재판 중 하나로 기록되었다. 2012년 9월 7일, 대법원은 다시 흐라스토브가 예비군들을 살해한 죄로 유죄를 선고하고 징역 4년형을 내렸다. 판결에서 법원은 흐라스토브의 행위가 전쟁범죄를 구성한다고 선언했다. 자르코 둔도비치 판사는 상대적으로 짧은 형량에 대해서 흐라스토브에게 다른 범죄 경력이 없다는 점, 그가 70% 정도 장애를 앓고 외상 후 스트레스 장애를 겪고 있다는 점, 아내도 병이 있다는 점을 근거로 내세웠다. 인권 시민위원회(GOLJP) 회장 조란 푸시치는 이후 기자 회견에서 "13명을 살해한 죄로 징역 4년이 적절한 형량인지 이해하기 어렵다"고 발언했다. 비정부 기구인 평화, 비폭력 및 인권 센터 대표 베셀린카 카스트라토비치는 대법원이 학살에 흐라스토브 외에 다른 가해자들이 있었다는 증언을 제대로 검토하지 못했다고 지적했다. 2015년 5월 7일, 대법원은 흐라스토브의 4년형을 확정했다. 이번 판결에서는 학살을 명시적으로 전쟁 범죄로 언급하지 않고 대신 "적의 불법적 살해 및 부상"으로 묘사했다.
2021년 4월, 흐라스토브는 HINA 통신사에 크로아티아 사법부가 그에게 크로아티아 정부에 35만 유로 이상, 즉 정부가 그의 피해자 가족에게 지급한 보상금액을 지불하라고 명령했다고 불평했다. 우익 크로아티아 주권자당의 젤리코 사치치는 이후 크로아티아 의회에서 이 문제를 제기하며, 이 소식에 "충격받고 화가 났다"고 말했다. 사치치는 "흐라스토브는 2년 반을 복역했고, 그의 재판은 25년간 계속되었으며, 결국 그와 그의 가족은 대세르비아 침략자를 위해 재정적으로 파멸될 것"이라고 발언했다.

### 추모식
2013년 9월, 학살 22주년을 맞아 추모객들은 코라나 다리에 꽃과 촛불을 놓았다. 이 임시 추모소는 크로아티아 참전용사가 빠르게 철거했다. 크로아티아 상이군인 협회(HVIDR-a) 카를로바츠 지부 회장 알로이지예 체르케즈는 이를 "뿌리 뽑아야 할 도발"이라고 말했다. 2020년 9월 21일, 세르비아 민족평의회는 학살 29주년을 추모하기 위해 카를로바츠의 성 니콜라스 교회에서 기념식을 개최했다. 이 기념식은 원래 다리에서 열릴 예정이었으나, 크로아티아 참전용사가 다리와 그 주변에서 시위를 조직하며 교회로 옮겨졌다. 예정된 집회 전에 카를로바츠 시장 다미르 만디치는 페이스북에 글을 올려 주최측이 다리에서 기념식을 개최하는 것을 만류했으며, 그들이 "[슬로보단 밀로셰비치]의 대세르비아 정책을 부정하려 한다"고 비난했으나 주최측은 이를 부인했다.
2021년 7월 1일, 크로아티아 대통령 조란 밀라노비치는 흐라스토브가 소속되었던 그롬 특수경찰대 기념 행사에서 흐라스토브를 지지한다고 보이는 인식되는 발언을 했다. 2021년 9월 21-22일 저녁, 학살 30주년에 카를로바츠 시의회는 코라나 다리의 이름을 그롬 특수경찰대 다리로 바꾸기로 투표했다. 이 발의는 축구 클럽 디나모 자그레브 서포터즈(배드 블루 보이스)와 참전용사 단체들에서 나왔다. 결정의 대다수는 HDZ 지역 지부와 조국운동에서 나왔다. 크로아티아 사회민주당 지역 지부 대표는 항의의 표시로 회기에서 집단 퇴장했다. 이 조치는 야당인 우리는 할 수 있다!도 비판했다. 다리 이름 변경에 이어 그날 저녁 늦게 흐라스토브를 기념하는 벽화가 공개되었다. 만디치 시장은 다리 이름 변경을 지지했지만 벽화 공개에는 불참했다.